# 829 Academia
829 Academia eller 1916 ZY är en asteroid i huvudbältet, som upptäcktes den 25 augusti 1916 av den ryske astronomen Grigorij N. Neujmin vid Simeizobservatoriet på Krim. En oberoende upptäckt gjordes av den tyske astronomen Max Wolf. Asteroiden namngavs senare efter Vetenskapsakademin i Sankt Petersburg, inför dess 200-årsfirande.
Academia senaste periheliepassage skedde den 23 oktober 2020.[Uppdatering behövs] Dess rotationstid har beräknats till 7,89 timmar